# راجر ویلیامز

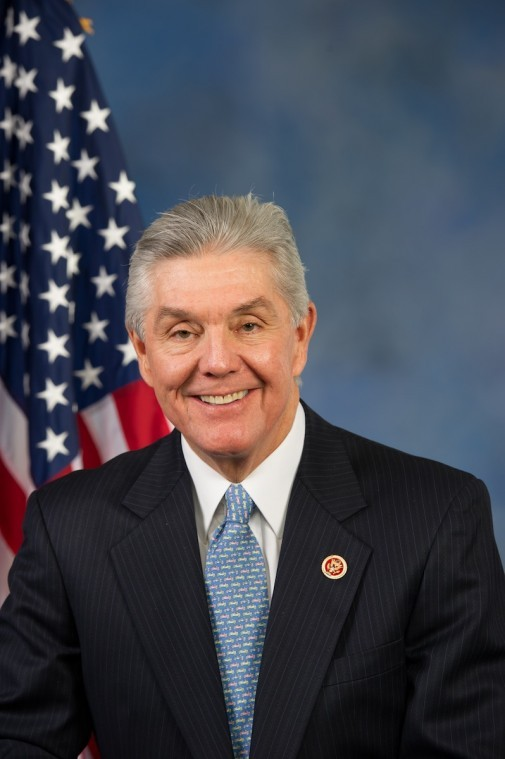
نگارهٔ راجر ویلیامز، سیاست‌مدار آمریکایی - ۲۰۱۳

راجر ویلیامز (به انگلیسی: Roger Williams) نمایندهٔ حوزه انتخابیه تگزاس از حزب جمهوری‌خواه ایالات متحده آمریکا در مجلس نمایندگان ایالات متحده آمریکا است که برای نخستین‌بار در ۶ ژانویه ۲۰۱۳ میلادی به‌عضویت این مجلس درآمد.